# جین بل
جین بل (انگلیسی: Jane Bell; ۲ ژوئن ۱۹۱۰ – ۱ ژوئیهٔ ۱۹۹۸) دونده اهل کانادا بود.
از افتخارات وی می‌توان به کسب مدال طلا دو ۴×۴۰۰ متر در بازی‌های المپیک تابستانی ۱۹۲۸ اشاره کرد.